# Крістіан Дростен
Крістіан Дростен (нім. Christian Drosten; нар. у 1972 році в місті Лінген (Емс)) — німецький вірусолог, що спеціалізується на коронавірусах. Очолює Інститут вірусології берлінської Шаріте. З 2005 року носій німецького ордену «Кавалерський хрест».

## Біографія
Старший син у селянській родині. Закінчивши гімназію в Меппене. З 1992 року вивчав хімічні технології і біологію в Дортмунді і Мюнстері; з 1994 по 2000 роки навчався на медичному факультеті в Франфурті. В 2003 році з відзнакою захистив дисертацію доктора медичних наук.
З 2000 року працював в Інституті тропічної медицини імені Бернхарда Нохта.
З 2007 року очолює Інститут вірології при Університетській клініці в Бонні.
З 2017 року глава Інституту вірології берлінської Шаріте.
У 2003 році спільно зі Штефаном Гюнтером розробив перший у світі діагностичний тест на вірус SARS-CoV.
З 2012 року очолювана ним наукова група досліджувала MERS-CoV.
У січні 2020 року ця група зробила всесвітньо доступним розроблений нею тест на SARS-CoV-2, а також опублікувала геном секвенованного в Німеччині зразка цього вірусу.
В ході пандемії COVID-19 Крістіан Дростен широко залучається в ролі консультанта державними органами ФРН і став широко відомий публіці своєю участю в телевізійних та радіо-ефірах.